# Angelo Carbone
Pour les articles homonymes, voir Carbone (homonymie).
Angelo Carbone est un footballeur italien né le 23 mars 1968 à Bari. Il évoluait au poste de milieu de terrain.

## Biographie

### Joueur
Angelo Carbone est formé au SSC Bari, il rejoint l'équipe première en 1988 et joue un match de Coupe d'Italie lors de la saison 1988-1989,,.
Dès la saison 1989-1990, il dispute des matchs en première division italienne et devient titulaire,.
En 1990, il rejoint l'AC Milan. Il remporte la Coupe intercontinentale et la Supercoupe d'Europe en 1990,. Le 7 novembre 1990, il inscrit son seul et unique but en Coupe d'Europe, lors des huitièmes de finale de la Coupe d'Europe des clubs champions, à l'occasion d'un déplacement sur la pelouse du FC Bruges (victoire 0-1).
Cette même année, il dispute avec l'équipe d'Italie espoirs le championnat d'Europe espoirs. Il joue trois matchs lors de cette compétition, qui voit l'Italie s'incliner en demi-finale face à la Yougoslavie.
Carbone est ensuite prêté au SSC Bari lors de la saison 1991-1992, puis au SSC Naples en 1992-1993,,.
En 1993, il est de retour au Milan AC. Il joue quatre matchs durant la campagne de Ligue des champions de l'UEFA en 1993-1994, campagne remportée par le club,. Il est également sacré Champion d'Italie en 1993-94,.
Lors de la saison 1994-1995, Carbone est prêté à l'ACF Fiorentina,.
En 1995, il rejoint le Plaisance Calcio. En 1996, il est joueur de l'AC Reggiana,.
De 1996 à 1999, Carbone évolue à l'Atalanta Bergame,.
En 1999, il rejoint l'AC Reggiana qui évolue alors en Serie B,. Il est ensuite joueur de Pistoiese en 1999-2000,.
Après un passage d'une saison au Ternana Calcio, il est de retour à Pistoiese,. En 2003, Carbone devient joueur de Pro Patria. En 2005, il raccroche les crampons,.
Angelo Carbone dispute durant sa carrière un total de 210 matchs en Serie A. Au sein des compétitions européennes, il dispute six matchs de Ligue des champions, trois matchs de Coupe de l'UEFA, deux matchs de Supercoupe de l'UEFA et un match de Coupe intercontinentale.

## Palmarès
| AC Milan \| - Championnat d'Italie (1) : - Champion : 1993-94. - Coupe intercontinentale (1) : - Vainqueur : 1990. \| \| - Supercoupe de l'UEFA (1) : - Vainqueur : 1990. \| |  | Bari - Coupe Mitropa (1) : - Champion : 1990.    |
| - Championnat d'Italie (1) : - Champion : 1993-94. - Coupe intercontinentale (1) : - Vainqueur : 1990.                                                                       |  | - Supercoupe de l'UEFA (1) : - Vainqueur : 1990. |